# Beurskrach
Een beurskrach of beurscrash is een plotselinge sterke schoksgewijze daling van de koersen van een aanzienlijk deel van de aandelen op de effectenbeurs.
Een beurskrach is wat anders dan een zogeheten bearmarkt, waarbij koersen over langere tijd gestaag dalen. Een beurskrach is een kwestie van dagen, terwijl een dalende markt lang aan kan houden. Een markt waarbij de prijzen langzaam steeds verder dalen zonder grote schokken noemt men ook wel een sluipcrash. Doordat de twee bekendste gevallen van een beurskrach plaatsvonden in de maand oktober associeert men in beurskringen deze maand nog steeds met crashes. Er is geen duidelijke kwantitatieve definitie voor het onderscheid van een krach en een gewone beursdaling. Men gaat uit van een daling van tien procent of meer in een paar dagen, waarbij er daarnaast sprake is van paniek. Een krach hoeft niet plaats te vinden in een bearmarkt: de krach van 1987 vond plaats in een opgaande markt. De grote daling van de Japanse markt in de jaren negentig verliep daarentegen zonder enige afzonderlijke krach.

## 1637
Tulpenmanie was een hausse in de tulpenhandel in Holland en Utrecht die rond 1634 opkwam en waaraan begin februari 1637 een abrupt einde kwam. De tulpenmanie is een vroege bubbel (speculatiegolf) in de wereldgeschiedenis, waarnaar historici en economen al 100 jaar onderzoek hebben gedaan.

## 1773
Krach op de Koopmansbeurs in Amsterdam door economische recessie. Veel plantages in Suriname gingen hierdoor failliet. Daardoor ging de koopkracht van de mensen ook naar beneden in die tijd.

## 1873
Krach op de beurs van Berlijn vanwege niet ingeloste verwachtingen omtrent Duitse koloniale aspiraties en een (mislukte) moordaanslag op kanselier Bismarck.

## 1882
Krach op de beurs van Parijs. Het debacle van de bank Union générale vormde de aanleiding. Er volgde in Frankrijk een recessie, die tot het einde van het decennium heeft geduurd.

## 1929
De beurskrach van 1929 in New York (donderdag 24 oktober 1929, Zwarte Donderdag) was de eerste beurskrach met wereldwijde gevolgen.

## 1987
Nadat in 1986 wereldwijd de kapitaalmarktrente samen met de aandelenkoersen sterk opliep ontstond er halverwege oktober 1987 een sterke daling op de beurzen.
Nadat in het weekend van 17 en 18 oktober de Amerikaanse minister James Baker zich kritisch over het economische beleid van de Duitsers uitliet, trad een sterke daling van de koersen op.
Op maandag 19 oktober opende de Dow Jones 200 punten lager op een niveau van 2040 punten en sloot de dag af met een recordverlies van 508 punten op 1.738,42 oftewel een daling van 22,6%. De Federal Reserve verlaagde de korte rente, en ook de lange rente die de dagen voor de crash tot boven 10% was gestegen daalt weer onder dit niveau. De volgende dag daalde de Nikkei-index (Tokio) met 15% tot een niveau van 21.911 punten.

## 2008
In 2008 kelderden de effectenbeurzen wereldwijd door de gevolgen van de kredietcrisis die zijn oorsprong had in de crisis op de Amerikaanse huizenmarkt vanaf de zomer van 2007. Een aantal Amerikaanse financiële instellingen ging ten onder of werd genationaliseerd. In de Benelux werd bank-verzekeraar Fortis, dat in datzelfde jaar ABNAMRO Bank Nederland had overgenomen, door nationalisatie van de ondergang gered. Beurskoersen over de hele wereld daalden eind september en begin oktober met tientallen procenten, de Nederlandse AEX-index daalde in de eerste week van oktober met 25%. Uiteindelijk stopten de koersen pas in maart 2009 met dalen. Diverse Nederlandse financiële instellingen, waaronder Aegon, ING, NIBC en SNS kregen financiering verstrekt door de Nederlandse overheid om te voorkomen dat deze ten onder gingen en daarmee ook andere zouden omtrekken.

## Flash crash
Op 6 mei 2010, om 14:42:44 uur, stortte de Amerikaanse beurs in, om 20 minuten later weer grotendeels hersteld te zijn. Deze krach staat bekend als de eerste flash crash. Het herstel werd ingezet na een automatische handelsstop van 5 seconden tussen 14:45:28 en 14:45:33. De VPRO zond in 2011 een documentaire uit over deze krach.
Ook in 2022 vond een dergelijke plotse flash crash plaats.